# I en annan del av Köping
I en annan del av Köping var en svensk dokumentärserie som började sändas 2007 på TV4. Serien skildrar livet på ett gruppboende för personer med intellektuella funktionsvariationer i Köping och har hyllats av både kritiker och andra som ett av Sveriges populäraste program. I serien får man se hur alla på gruppboendet har det. Serien spelades in under sommaren 2006 och visades under vintern 2007 i TV4. Under sommaren 2007 spelades ännu en säsong in som hade premiär den 3 februari 2008. I säsong 2 blev Linda Hammar och Mats Halvarsson ett par.
Serien vann Kristallen både i kategorin Årets program och Årets dokumentärprogram på TV-galan 2007.
Ytterligare en säsong av programmet startade 10 januari 2010. Den fjärde säsongen spelades in 2016 och hade premiär 20 februari 2017. Linda har en ny pojkvän, Lars-Åke och Frasse har också flyttat in på boendet.
Låten som hörs i signaturen är Make Your Own Kind Of Music av "Mama" Cass Elliot från 1969.
I februari 2020 fick serien en fortsättning i Kanal 5 med det nya namnet Välkommen till Köping.

## Huvudpersoner
De fyra huvudpersonerna i serien heter Linda Hammar, Torbjörn Jonsson (Tobbe), Mikael Wiseby (Micke) och Mats Halvarsson. Linda Hammar är även storasyster till Filip Hammar som delvis producerat serien. Från säsong 3 medverkar också Frans. Frasse har också flyttat in på boendet säsong 4.

## DVD-utgåvor
| DVD-titel                           | Releasedatum     |
| ----------------------------------- | ---------------- |
| I en annan del av Köping - Säsong 1 | 13 februari 2008 |
| I en annan del av Köping - Säsong 2 | 20 augusti 2008  |

## Säsonger

### Säsong 1
- 2007

### Säsong 2
- 2008

### Säsong 3
Den tredje säsongen av "I en annan del av Köping" sändes under sex veckor från den 10 januari till den 14 februari 2010 i TV 4.
Avsnitt 1: "Tipspromenad"

Sändes den 10 januari 2010

I det första avsnittet för säsongen så gick hela gruppboendet på tipspromenad tillsammans. Mats och Tobbe bildar lag tillsammans med den nyinflyttade Frans.
I säsong 2 flyttar Mats ifrån gruppboendet till en egen lägenhet, han har nu gjort sig riktigt hemmastadd och berättar om hur det är att ha flyttat hemifrån och vad det innebär för honom. Han berättar även om skillnaderna mellan ett eget boende och att bo på gruppboendet. Efter lägenhetsbesöket ger sig Mats av till sin jobbarkompis Sune och hjälper honom med att besiktiga bilen inför bilprovningen.
Linda talar ut om sin stora depression som drabbade henne efter att hennes bror Filip Hammar gift sig under 2008.
Avsnitt 2: "Linda och Tobbe går på tivoli"

Sändes den 17 januari 2010

Linda och Tobbe beger sig till ett Tivoli inne i Köping. Tobbe spelar på lotteri och Linda åker karusell, efteråt vilar de sig med varsin sockervadd.
Tobbe är med i en teatergrupp som heter "Änglarna" och ska idag repetera manus till årets produktion Trettondagsafton. Han besöker även sin pappa som bor på en campingplats utanför Köping. Micke tillbringar dagen tillsammans med några av sina vänner från gruppboendet på en skogspromenad.
"Avsnitt 3: Bowlingturnering"

Sändes den 24 januari 2010

Idag går hela gänget och bowlar i Västerås, det är dags för den årliga bowling-turneringen som anordnas på bowlinghallen. Nu måste de försvara bucklan som de vann året innan.
Linda har bestämt sig för att prata ut med Mats, hon har funderat länge på om hon vill ta upp det och har till slut bestämt sig för att göra så. Efteråt överraskar Mats Linda genom att bjuda henne på en romantisk date, som är lite annorlunda.
"Avsnitt 4: Linda fixar midsommarfirande"

Sändes den 31 januari 2010

Nu är det midsommarafton och Linda fixar med firande för alla, Mats hjälper till med att laga maten. Efter middagen går alla på länsdans, men Linda får inte dansa med Mats eftersom han rycker in som dörrvakt.
Micke besöker Köpings bilmuseum och Tobbe provar ut sina scenkläder för pjäsen "Trettondagsafton" som han medverkar i.
Avsnitt 5

Sändes den 7 februari 2010

Tobbe har haft sönder sin klocka och tar hjälp av Mats för att köpa en ny. Linda beger sig till Rivieran för att hälsa på sina semestrande föräldrar. Det blir mycket bad och under ett restaurangbesök blir det allsång ledd av Lindas pappa.
Avsnitt 6

Sändes den 14 februari 2010

Det är äntligen dags för premiär på pjäsen Trettondagsafton där Tobbe medverkar. Linda får sin terrass ommålad av Mats och Tobbe.

### Säsong 4
- 2017

## Priser och nomineringar
| 2007            |                  |           |
| Kristallen 2007 | Årets dokumentär | Vinnare   |
| Kristallen 2007 | Årets program    | Vinnare   |
| 2008            |                  |           |
| Kristallen 2008 | Årets dokumentär | Nominerad |